# Гатчинские войска
Га́тчинские войска́ — так назывался отряд войск, расположенный в Гатчине и Павловске и состоявший в непосредственном распоряжении Цесаревича великого князя Павла Петровича, в бытность его наследником престола.

## История
Первоначально Гатчинские войска сформировались из чинов флотских батальонов, но впоследствии стали пополняться: офицерами — из отставных или командированных от других полков, а нижними чинами — переводом из флота и сухопутных войск (русской армии), определением на службу кантонистов, вербовкой и прочим.
Неоднократно изменявшийся в составе отряд гатчинских войск к 1796 году состоял из 6 батальонов пехоты, одной егерской роты, трёх полков кавалерии, одного казачьего эскадрона и одной роты артиллерии. Общая численность — более 2 400 человек, в том числе 128 офицеров.
При вступлении императора Павла на престол гатчинские войска поступили в состав полков лейб-гвардии; егерская рота поступила на сформирование лейб-гвардейского егерского батальона (лейб-гвардейский егерский полк, называвшийся с 1856 по 1871 год лейб-гвардейским гатчинским).
Управление гатчинских войск было разделено на три инспекции: пехотную, кавалерийскую и артиллерийскую; последней (а с 1796 года и пехотной) заведовал полковник Аракчеев.
В походах участвовали только батальон № 1 и артиллерийская рота, которые в 1788 году были посланы в Финляндию. Павел Петрович и его «гатчинцы» принимали участие в Русско-шведской войне 1788—1790 годов. Большую часть его батальона распределили в гребную флотилию, а 11 артиллеристов из артиллерийской команды направили на корабли «Мстислав» и «Мечислав». Они участвовали в Роченсальмском сражении и были награждены медалью «За храбрость на водах финских августа 13 1789 года».
Однако самому Павлу удалось принять боевое крещение только один раз, побывав в боевом столкновении у Гекфорса 20-го августа вместе с главнокомандующим Мусиным-Пушкиным, выехав на рекогносцировку в окрестностях Гекфорса: «шведы по нашим стреляли и убили двух казачьих лошадей. По окончании действия сего великий князь проговорил с отменным удовольствием: — Теперь я окрещен»
С вступлением на престол Павел перечислил гатчинские войска в полном составе в лейб-гвардию. В 1801 году император Павел пожаловал всем нижним чинам, служившим в гатчинских войсках, при отставке, по 15 десятин в Саратовской губернии с правами однодворцев и по 100 рублей на человека.

## Состав гатчинских войск
| Сформирован, год | Наименование (изменения наименования) | Примечания | После воцарения Павла Петровича                                             |
| Пехота           | Пехота | Пехота | Пехота                                                                      |
| ---------------- | --- | --- | --------------------------------------------------------------------------- |
| 1788             | Мушкетерский батальон Его Высочества | Сформирован на основе первых трёх рот гатчинских войск | Влит в состав Преображенского полка                                         |
| 1792             | Мушкетерский батальон майора Штейнвера 3-го — подполковника Рата (1793), — майора Мертенса (1793) — майора Пущина (1793) — майора Мертенса (повторно, 1794) — майора Недоброва (1796) — Его Высочества Александра Павловича (1796) | Сформирован из рот батальона Его Высочества и отдельных гренадерских рот гатчинских войск                                                                                            | Влит в состав Семёновского полка                                            |
| 1792             | Гренадерский батальон майора Сорокина — майора Эртеля (1793), — майора Палицына (1795) — Его высочества Константина Павловича (1796)                                                                                               | Сформирован из рот батальона Его Высочества и отдельных гренадерских рот гатчинских войск. В 1792 дважды распускался, в 1793 сформирован в третий раз (как батальон майора Палицына) | Влит в состав Измайловского полка                                           |
| 1793             | Мушкетерский батальон майора Рата — майора Щадрина (1793) — майора Фёдорова (1794) — подполковника Баратынского (1795) — полковника Аракчеева (1796)                                                                               | В 1793 году распущен, в следующем году сформирован заново (как батальон майора Фёдорова)                                                                                             | Влит в состав Преображенского полка                                         |
| 1796             | Мушкетерский батальон майора Шаца — майора Малютина (1796) | Сформирован из личного состава первых четырёх батальонов | Влит в состав Измайловского полка                                           |
| 1796             | Мушкетерский батальон майора Фёдорова — майора Недоброва (1796) | Сформирован из личного состава первых четырёх батальонов | Влит в состав Семёновского полка                                            |
| 1793             | Егерская рота | Сформирована из личного состава первых четырёх батальонов. В 1793 распущена, в следующем году сформирована заново                                                                    | Вошла в состав нового Лейб-гвардейского егерского батальона отдельной ротой |
| Кавалерия        | | |                                                                             |
| 1787             | Кирасирский полк | Сформирован из личного состава Кирасирского наследника полка. |                                                                             |
| 1792             | Драгунский полк | 2 эскадрона. Сформирован из личного состава Кирасирского наследника полка | Влит в состав Лейб-гвардии Конного полка                                    |
| 1792             | Жандармский полк | 1 эскадрон. Сформирован из личного состава Кирасирского наследника полка | Влит в состав Лейб-гвардии Конного полка                                    |
| 1792             | Гусарский полк | 2 эскадрона. Сформирован из личного состава Кирасирского наследника полка | Вошел в состав нового Лейб-Гусарского Казачьего полка                       |
| 1793             | Казачий полк | 1 эскадрон. Сформирован из донских казаков | Вошел в состав нового Лейб-Гусарского Казачьего полка                       |
| Артиллерия       | | |                                                                             |
| 1786             | Артиллерийская команда с 1792 — Артиллерийская рота | С 1787 имела в своём составе конную артиллерию, приданую Кирасирскому полку | Вошла в состав нового, Лейб-гвардии Артиллерийского батальона               |